# 朱启南
朱啟南（1984年11月15日—），浙江溫州人。中国男子射击运动员。

## 生涯
朱啟南生於溫州楠溪江中遊的古廟港。在初中時開始了射擊生涯之路，早年就读于溫州業餘體校，随后在溫州體校接受了5年的專業訓練，2002年晉升浙江省射击队。2003年12月入選國家隊、奪得了全國射擊冠軍賽中的男子10米氣步槍冠軍、长沙第五届全国城市運動會50米运动步枪金牌。
2004年，泰國世界盃10米氣步槍冠軍、亞洲錦標賽10米氣步槍個人冠軍以及雅典奧運中的10米氣步槍金牌，朱啟南在资格赛中打破了奧運會紀錄，随后在决赛中打破了10发决赛的世界紀錄。
2005年，朱啟南荣獲年度男子最佳新人獎。2006年，他在多哈亚运会中，与搭档劉天佑和李杰贏得了男子團體氣步槍金牌，也是多哈亚运会的首枚金牌。同年4月，在世界盃美國站，他在10米气步枪项目上折桂。
2007年4月，在世界盃美國站10米氣步槍比赛中再次夺冠。隨後在同年10月的武汉六城會中以703.7環的成績打破男子10米氣步槍的总成绩世界紀錄，為溫州奪得一枚金牌。
在2008年北京奥运会10米气步枪比赛中，朱启南以总分699.7環獲得銀牌。他以597环资格赛第二的成绩晋级决赛。在决赛中，朱启南9发后落后于芬兰射手亨利·海基宁和印度射手阿比纳夫·宾德拉，最后一发成功超越了资格赛排名第一的海基宁，但以0.8環之差落後于表现神勇的阿比纳夫·宾德拉，获得一枚银牌。
在第五屆東亞運動會比赛中，朱启南在決賽打出703.1環，打破隊友劉天佑保持的大會紀錄，但僅以0.2環之差，未能刷新世界紀錄。劉天佑就打出702環，贏得銀牌。銅牌的日本選手山下敏和就打出697.5環。獲得男子十米氣步槍金牌。
2010年，朱启南在广州亚运会射击比赛中获得两金两铜。射击男子10米气步枪团体赛上，朱启南与曹逸飞、俞继康搭档，以1784环的总成绩获得冠军。
2011年9月22日，在波蘭進行的射擊世界盃總決賽中，朱启南先以600環平男子10米氣步槍資格賽世界紀錄，接著又以703.8環，將印度選手納朗2008年所創總成績世界紀錄提高了0.3環，這是朱启南第二次改寫該項目總成績世界紀錄。
2012年8月，朱启南代表中国出戰英國倫敦舉行的奥林匹克运动会射擊比賽男子10米空氣步槍賽事，但预赛排名第10，未能进入决赛，在稍后的男子50米步枪三姿决赛中，朱启南决赛100.2环，总成绩1270.2环排在第五。
2016年，他参加中国国家队进入里约奥运会，在男子射击50米步枪三姿比赛中资格赛位列4名，决赛中排名第五。
2017年朱启南退役后，任浙江省射击射箭自行车运动管理中心主任，后任杭州第十九届亚运会组委会竞赛部部长。2024年2月，任浙江省体育局副局长。